# Trial Indoor de Barcelona
El Trial Indoor de Barcelona és una competició esportiva de trial indoor que se celebra anualment, durant el mes de gener, al Palau Sant Jordi de Barcelona. És la prova més veterana de totes les puntuables per al Campionat del Món de trial indoor, la que aplega més quantitat de públic i la que compta amb més zones non-stop. Segons l'opinió de molts crítics és la prova d'aquesta modalitat de trial més difícil i espectacular del món.

## Història
La prova va ser creada el 1978 per la revista barcelonina Solo Moto, concebuda com un esdeveniment puntual i de caràcter promocional de la publicació. De fet es tractava d'afegir interès i d'atraure més públic a l'acte de lliurament dels premis als "Pilots de l'any" que organitzava anualment la revista.

Entrada d'una de les primeres edicions del Trial Indoor Solo Moto (1982)

La prova fou concebuda inspirant-se en les de Supercross, modalitat de motocròs "indoor" (en recinte cobert) molt popular als EUA i que aleshores començava a ser coneguda a Europa. Com que en aquella època el trial era molt popular a Catalunya es va decidir de bon començament fer una prova indoor d'aquest esport. A banda, es donà la coincidència que, poc abans d'idear aquest esdeveniment, el director de la revista, Jaume Alguersuari, s'havia assabentat que en un pavelló esportiu dels Països Baixos s'hi havia organitzat recentment una mena de trial amb motocicletes per damunt de palets i decidí de millorar la idea.

### La primera edició
El I Trial Indoor Solo Moto (o Indoor Trial Solo Moto), nom que rebia la prova en les primeres edicions, es disputà el 24 de gener de 1978 al Palau dels Esports de Barcelona (actual Barcelona Teatre Musical) al carrer Lleida, amb el recinte ple de gom a gom amb 9.000 espectadors. El vencedor fou Jaume Subirà amb Montesa, seguit d'Yrjö Vesterinen amb Bultaco i Quico Payà amb OSSA.
El disseny de les zones fou responsabilitat de Joan Bordas, expert en jardineria i motociclisme i Pere Pi (en aquells moments, directiu de Montesa), ajudats per Josep Isern i amb el suport del Motoclub Mollet.

### Evolució de la prova

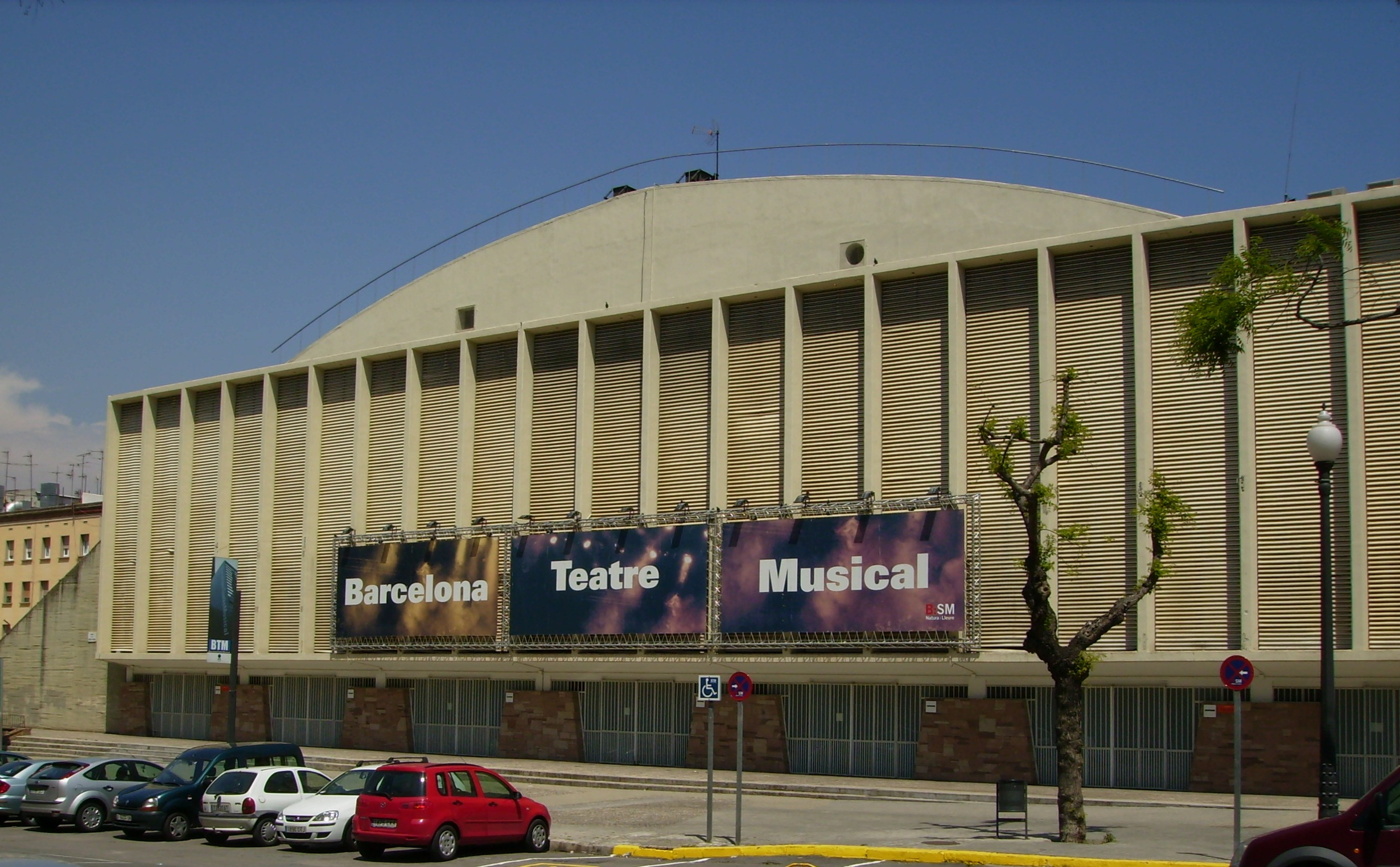
El Palau dels Esports, seu dels primers Trial Indoor Solo Moto

Durant les primeres edicions, per accedir a l'esdeveniment n'hi havia prou amb mostrar un exemplar de la revista Solo Moto a l'entrada. Després l'acte passà a ser de pagament, i a l'edició de 1982, per exemple, una entrada costava 500 pessetes d'aleshores (3 euros actuals). Durant aquells primers anys, el públic era un dels protagonistes de l'espectacle, s'hi lliurava al 100%. L'esdeveniment tenia tant d'èxit que, en acabar la prova, els espectadors baixaven a trepitjar les zones i a veure de prop per on havien passat els pilots.

#### Les zones
Durant els primers 13 anys, Pi i Bordas no varen repetir mai cap zona d'una edició a l'altra, per més èxit que hagués tingut. L'esperit era mirar de respectar l'essència del trial clàssic, de manera que les zones eren com més naturals millor. A causa d'això, la seva confecció era complicada (en una edició, es varen entrar al Palau dels Esports 43 camions de material).

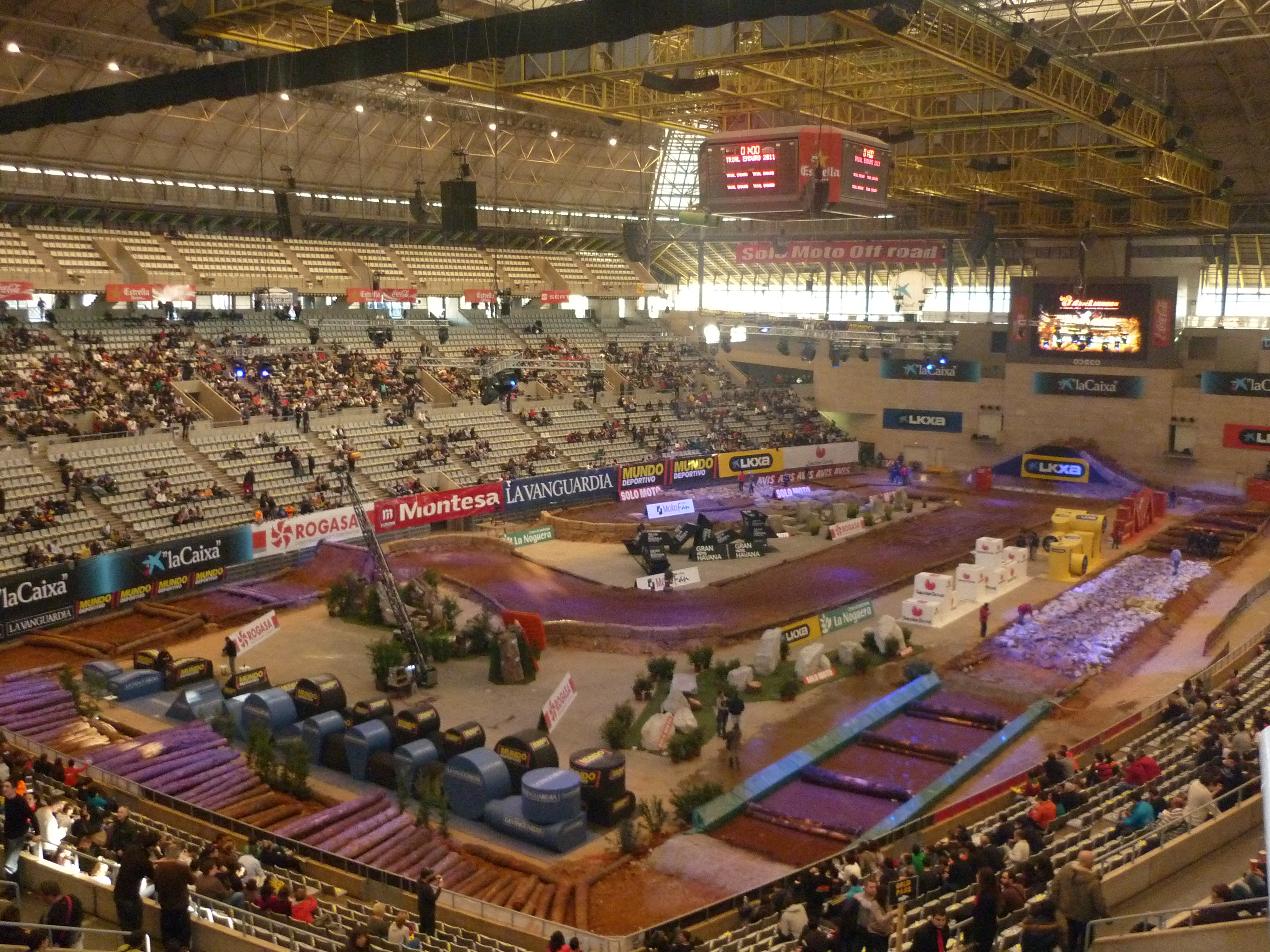
Interior del Palau Sant Jordi, abans de començar l'edició del 2011

Una de les zones més espectaculars que s'hi varen fer consistia a muntar una "piràmide" amb dos gran taulons col·locats damunt d'una piscina. D'altres d'espectaculars foren una gran "cascada" amb roques i aigua, una zona muntada dalt d'un "quadrilàter" (tipus ring de boxa), la "torre de Babel" amb unes travesses de tren, d'altres amb grans arrels d'arbre, amb troncs de palmera, etc. També era habitual que, a cada edició, es marqués alguna zona aprofitant les escales que porten a les graderies, per on havien de pujar i baixar els pilots, enmig dels espectadors.
Com a anècdota, l'any que es muntà la piràmide amb piscina s'acabava de canviar el parquet del Palau (havia costat 14 milions de pts d'aleshores, uns 84.000 €). Durant la prova, una moto va caure de dalt de tot de la piràmide a la piscina amb tan mala sort que va foradar-ne la lona amb l'estrep. El mal no es va veure fins a l'endemà, quan l'equip de Joan Bordas va anar a desmuntar les zones i es va trobar amb tota l'aigua de la piscina escampada pel Palau. Es va haver de canviar tot el parquet de nou.
La col·laboració del tàndem Pi-Bordas amb Jaume Alguersuari s'acabà després de l'edició de 1990, ja que el primer es trobava en ple desenvolupament de la seva empresa, Monty, i no donava l'abast. Alguersuari aprofità l'avinentesa per a canviar la filosofia del tipus de zones muntades, ja que li va interessar muntar-ne de menys costoses, menys naturals, però més adients per a col·locar-hi la publicitat.

### Consolidació internacional

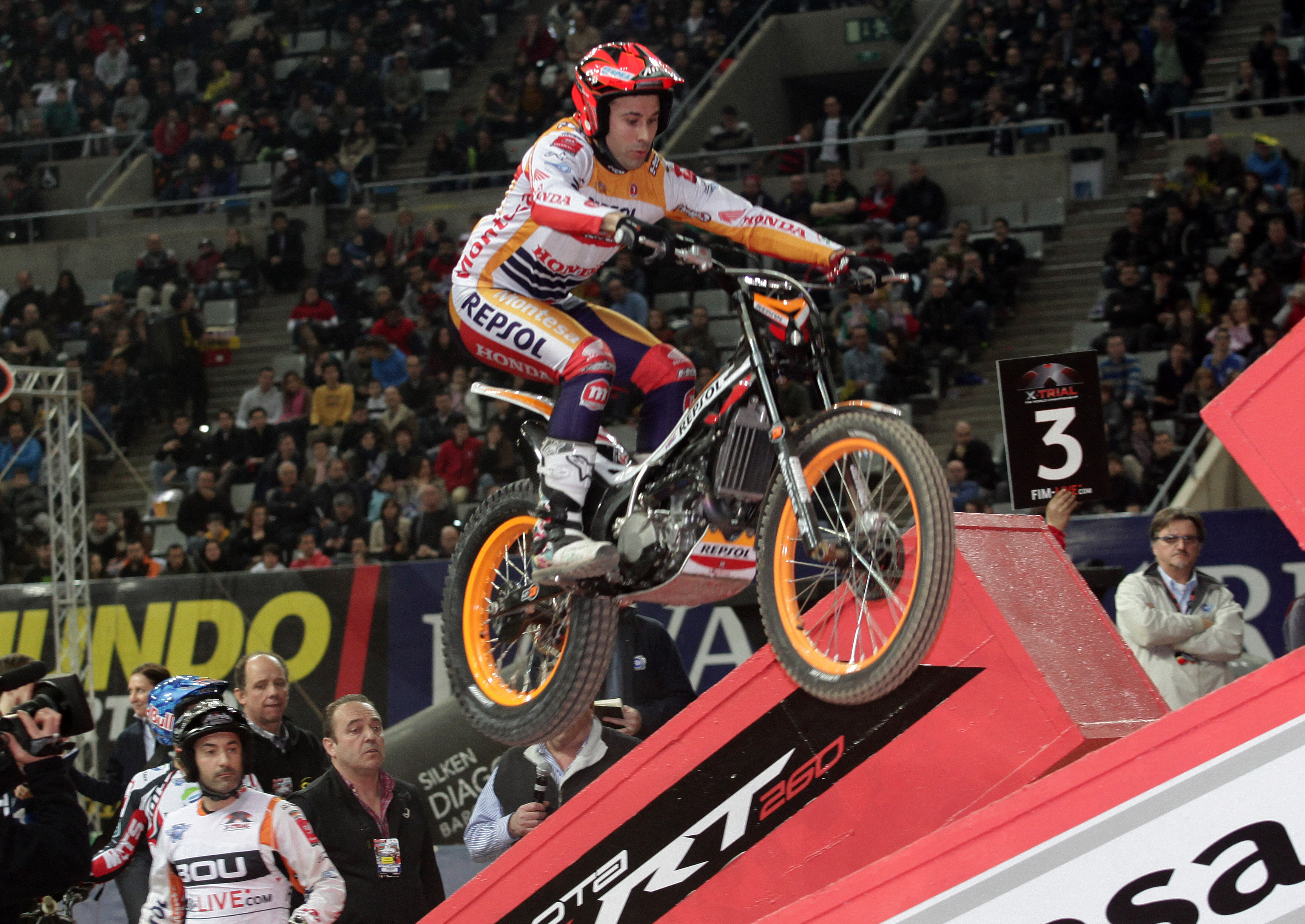
Toni Bou a l'edició del 2014

En poc temps l'esdeveniment va guanyar un gran prestigi, en comptar amb la participació dels millors especialistes del món. Ja durant els anys 80 el Trial Indoor de Barcelona era considerat com el millor espectacle Indoor del món pel seu ambient, organització i espectacle. De fet, aquesta prova fou l'embrió de la modalitat Indoor de trial, escampant-se per Europa ràpidament i originant anys a venir l'actual Campionat del Món de l'especialitat.
A començament dels anys 90 la prova va canviar d'escenari i va passar al seu emplaçament actual, el Palau Sant Jordi acabat d'estrenar aleshores, que ateses les seves dimensions va permetre ampliar l'espai de les zones i donar cabuda a més de 18.000 espectadors, que van consolidar encara més l'esdeveniment.
A partir de l'any 2006 la prova s'anomenà oficialment Trial Indoor Movistar de Barcelona, fins al 2010 en què recuperà la seva denominació tradicional. Per a les edicions del 2024 i 2025, la denominació oficial passà a ser Universae Trial Indoor de Barcelona, ja que aquesta entitat n'esdevingué el principal patrocinador. Entre el 2011 i el 2015, totes les edicions es van fer conjuntament amb l'Enduro Indoor, tal com ja s'havia fet l'any 2000.

## Palmarès
Font:
A 3 de febrer de 2025
| Edició  | Any  | Guanyador        | Guanyador | Segon             | Segon   | Tercer            | Tercer  |
| I       | 1978 | Jaume Subirà     | Montesa   | Yrjo Vesterinen   | Bultaco | Quico Payà        | OSSA    |
| II      | 1979 | Bernie Schreiber | Bultaco   | Manuel Soler      | Bultaco | Felix Krahnstover | Montesa |
| III     | 1980 | Bernie Schreiber | Bultaco   | Toni Gorgot       | OSSA    | Jaume Subirà      | Fantic  |
| IV      | 1981 | Toni Gorgot      | OSSA      | Eddy Lejeune      | Honda   | Danilo Galeazzi   | SWM     |
| V       | 1982 | Eddy Lejeune     | Honda     | Gilles Burgat     | Fantic  | Bernie Schreiber  | SWM     |
| VI      | 1983 | Eddy Lejeune     | Honda     | Bernie Schreiber  | SWM     | Lluís Gallach     | Montesa |
| VII     | 1984 | Eddy Lejeune     | Honda     | Lluís Gallach     | Merlin  | Bernie Schreiber  | SWM     |
| VIII    | 1985 | Andreu Codina    | Montesa   | Pascal Couturier  | Beta    | Gilles Burgat     | Yamaha  |
| IX      | 1986 | Jordi Tarrés     | Beta      | Eddy Lejeune      | Honda   | Thierry Michaud   | Fantic  |
| X       | 1987 | Diego Bosis      | Aprilia   | Eddy Lejeune      | Honda   | Jordi Tarrés      | Beta    |
| XI      | 1988 | Jordi Tarrés     | Beta      | Diego Bosis       | Aprilia | Donato Miglio     | Fantic  |
| XII     | 1989 | Jordi Tarrés     | Beta      | Diego Bosis       | Aprilia | Andreu Codina     | Gas Gas |
| XIII    | 1990 | Jordi Tarrés     | Beta      | Diego Bosis       | Aprilia | Amós Bilbao       | Fantic  |
| XIV     | 1991 | Jordi Tarrés     | Beta      | Tommi Ahvala      | Aprilia | Donato Miglio     | Aprilia |
| XV      | 1992 | Jordi Tarrés     | Beta      | Marc Colomer      | Montesa | Tommi Ahvala      | Aprilia |
| XVI     | 1993 | Jordi Tarrés     | Gas Gas   | Marc Colomer      | Beta    | Tommi Ahvala      | Aprilia |
| XVII    | 1994 | Marc Colomer     | Beta      | Jordi Tarrés      | Gas Gas | Donato Miglio     | Gas Gas |
| XVIII   | 1995 | Marc Colomer     | Montesa   | Joan Pons         | Gas Gas | Steve Colley      | Gas Gas |
| XIX     | 1996 | Marc Colomer     | Montesa   | Tommi Ahvala      | Fantic  | Jordi Tarrés      | Gas Gas |
| XX      | 1997 | Marc Colomer     | Montesa   | Dougie Lampkin    | Beta    | Amós Bilbao       | Gas Gas |
| XXI     | 1998 | Dougie Lampkin   | Beta      | Marc Colomer      | Montesa | Steve Colley      | Gas Gas |
| XXII    | 1999 | Marc Colomer     | Montesa   | Dougie Lampkin    | Beta    | Amós Bilbao       | Montesa |
| XXIII   | 2000 | Dougie Lampkin   | Montesa   | Marc Colomer      | Montesa | Steve Colley      | Gas Gas |
| XXIV    | 2001 | Dougie Lampkin   | Montesa   | Marc Colomer      | Gas Gas | Albert Cabestany  | Beta    |
| XXV     | 2002 | Adam Raga        | Gas Gas   | Marc Freixa       | Sherco  | Dougie Lampkin    | Montesa |
| XXVI    | 2003 | Adam Raga        | Gas Gas   | Albert Cabestany  | Beta    | Dougie Lampkin    | Montesa |
| XXVII   | 2004 | Adam Raga        | Gas Gas   | Marc Freixa       | Montesa | Takahisa Fujinami | Montesa |
| XXVIII  | 2005 | Adam Raga        | Gas Gas   | Albert Cabestany  | Sherco  | Jeroni Fajardo    | Gas Gas |
| XXIX    | 2006 | Toni Bou         | Beta      | Albert Cabestany  | Sherco  | Adam Raga         | Gas Gas |
| XXX     | 2007 | Toni Bou         | Montesa   | Takahisa Fujinami | Montesa | Jeroni Fajardo    | Beta    |
| XXXI    | 2008 | Adam Raga        | Gas Gas   | Toni Bou          | Montesa | Albert Cabestany  | Beta    |
| XXXII   | 2009 | Toni Bou         | Montesa   | Adam Raga         | Gas Gas | Takahisa Fujinami | Montesa |
| XXXIII  | 2010 | Toni Bou         | Montesa   | Albert Cabestany  | Sherco  | James Dabill      | Gas Gas |
| XXXIV   | 2011 | Toni Bou         | Montesa   | Albert Cabestany  | Sherco  | Adam Raga         | Gas Gas |
| XXXV    | 2012 | Toni Bou         | Montesa   | Albert Cabestany  | Sherco  | Jeroni Fajardo    | Beta    |
| XXXVI   | 2013 | Toni Bou         | Montesa   | Adam Raga         | Gas Gas | Takahisa Fujinami | Montesa |
| XXXVII  | 2014 | Toni Bou         | Montesa   | Adam Raga         | Gas Gas | Albert Cabestany  | Sherco  |
| XXXVIII | 2015 | Toni Bou         | Montesa   | Adam Raga         | Gas Gas | Albert Cabestany  | Sherco  |
| XXXIX   | 2016 | Toni Bou         | Montesa   | Adam Raga         | TRRS    | Albert Cabestany  | Sherco  |
| XL      | 2017 | Toni Bou         | Montesa   | Adam Raga         | TRRS    | Jeroni Fajardo    | Vertigo |
| XLI     | 2018 | Toni Bou         | Montesa   | Adam Raga         | TRRS    | Jeroni Fajardo    | Gas Gas |
| XLII    | 2019 | Adam Raga        | TRRS      | Toni Bou          | Montesa | Jaime Busto       | Gas Gas |
| XLIII   | 2020 | Toni Bou         | Montesa   | Adam Raga         | TRRS    | Jorge Casales     | Gas Gas |
| XLIV    | 2021 | Toni Bou         | Montesa   | Jaime Busto       | Vertigo | Adam Raga         | TRRS    |
| XLV     | 2022 | Toni Bou         | Montesa   | Adam Raga         | TRRS    | Matteo Grattarola | Beta    |
| XLVI    | 2023 | Toni Bou         | Montesa   | Gabriel Marcelli  | Montesa | Jaime Busto       | Gas Gas |
| XLVII   | 2024 | Toni Bou         | Montesa   | Jaime Busto       | Gas Gas | Gabriel Marcelli  | Montesa |
| XLVIII  | 2025 | Toni Bou         | Montesa   | Adam Raga         | Sherco  | Gabriel Marcelli  | Montesa |

### Women's Trophy
Des del 2021 se celebra com a prova complementària el Women's Trophy per a pilots femenines, l'única prova internacional de trial indoor per a dones. La llista de guanyadores és la següent:
| Edició | Any  | Guanyadora    | Guanyadora |
| I      | 2021 | Emma Bristow  | Sherco     |
| II     | 2022 | Emma Bristow  | Sherco     |
| III    | 2023 | Emma Bristow  | Sherco     |
| IV     | 2024 | Berta Abellán | Scorpa     |
| V      | 2025 | Berta Abellán | Scorpa     |